# 바레니클린
바레니클린(Varenicline)은 경구 금연 보조의약품이다. 세계 최초의 니코틴 수용체의 부분 효능제(agoinist)이다. 지금까지의 금연 보조제인 니코틴 껌, 부프로피온, 니코틴 대체제 등과는 약리학적으로 차이가 있다. 미국에서는 챈틱스(Chantix), 유럽 및 아시아 등지에서는 챔픽스(Champix)라는 상품명으로 판매되고 있다.
미국에서는 2006년 5월에 판매가 승인되어 2006년 8월부터 발매를 개시했다. 2006년 9월 29일에는 유럽에서의 판매도 승인되었다. 대한민국에서는 2007년 3월 판매가 허가되어, 2018년에 염 변경 등 특허 회피 문제에 기인하여, 제네릭 의약품이 승인되었다.

## 약리 작용
금연에 대한 바레니클린의 효과는, α4β2 니코틴 수용체의 부분 작동제 작용(자극 작용과 대항 작용)에 의해서 나타난다고 할 수 있다. 자극 작용은 부분적으로 니코틴보다 약하다. 니코틴 수용체를 가볍게 자극하는 것으로 소량의 도파민을 방출시켜, 금연에 따른 이탈 증상이나 흡연 충동을 효과적으로 억제시킨다. 대항 작용은 니코틴이 니코틴 수용체에 결합하는 것을 방해하여 그 작용을 약하게 한다. 니코틴에 의한 도파민 방출이 억제되므로, 금연 치료 중에 담배를 피워도 만족감을 얻지 못하게 된다.

## 부작용
바레니클린의 부작용으로 흔한 것은 메스꺼움이다.
그 밖에도 오심, 수면장애, 변비, 고창, 구토, 자살 충동 등이 드물게 나타날 수 있다.
바레니클린은 전문의약품으로서 의사의 처방이 반드시 필요하다.
2015.3.9일 미국 식품의약품청(FDA)의 안전보고서의 의하면 알코올과의 상호작용으로 공격적이고 평소와 다른 행동, 단기간의 기억상실등이 보고되어 있어
안정성평가가 나올때까지 위험성을 줄이기 위해 주의할 것을 추가하였다.
부프로피온 성분의 금연 치료 의약품인 '웰부트린'과 마찬가지로, 우울증 또는 자살충동 등 정신 병적인 증상이 나타나는 경우 즉시 복용을 중단하고 의사와 상의해야 한다.

## 용법
임산부와 수유부는 투여에 주의해야 한다.
- 흡연기간
  - 1일 ~ 3일 : 0.5mg씩 1회
  - 4일 ~ 7일 : 0.5mg씩 2회
- 금연기간
  - 8일 ~ 12주 이상 : 1mg씩 2회